# Liste der denkmalgeschützten Objekte in Eberndorf
Die Liste der denkmalgeschützten Objekte in Eberndorf enthält die 21 denkmalgeschützten, unbeweglichen Objekte der Gemeinde Eberndorf.

## Denkmäler
| Foto |                 | Denkmal                                                                                         | Standort                                            | Beschreibung | Metadaten |
| ---- | --------------- | ----------------------------------------------------------------------------------------------- | --------------------------------------------------- | --- | --- |
| ja   | Datei hochladen | Kath. Filialkirche hll. Peter und Paul HERIS-ID: 53505 Objekt-ID: 61479                         | Buchbrunn 33 Standort KG: Buchbrunn                 | Die kleine Kirche mit flachgedecktem, im Kern aus dem 13. Jahrhundert stammenden Langhaus hat einen mächtigen Sakristeiturm, einen quadratischen kreuzrippengewölbten Chor aus dem 14. Jahrhundert und <einen modernen Vorhallenzubau. Der Hochaltar und die beiden Seitenaltäre stammen aus der zweiten Hälfte des 18. Jahrhunderts. In der Vorhalle befindet sich ein bemalter, mit 1575 bezeichneter Flügelaltar. | BDA-Hist.: Q1412770 Status: § 2a Stand der BDA-Liste: 2025-06-30 Name: Kath. Filialkirche hll. Peter und Paul GstNr.: .11 Buchbrunn Kirche |
| ja   | Datei hochladen | Ehem. Propsthof und Gartenpavillon HERIS-ID: 57662 Objekt-ID: 67912                             | Bleiburger Straße 11 Standort KG: Eberndorf         | Der Propsthof ist ein Bau des 16. Jahrhunderts, der im 17. Jahrhundert zu einer Propstei erweitert wurde. Über dem Südportal befindet sich ein Wappenstein mit Inschrift. Die Räume besitzen zum Teil Stuckfelderdecken. Im Garten steht ein Rokokopavillon mit Mansardenwalmdach aus der Mitte des 18. Jahrhunderts. | BDA-Hist.: Q38077743 Status: § 2a Stand der BDA-Liste: 2025-06-30 Name: Ehem. Propsthof und Gartenpavillon GstNr.: .90, .89 Propsthof Eberndorf |
| ja   | Datei hochladen | Anlage ehem. Augustinerchorherrenstift Eberndorf HERIS-ID: 53546 Objekt-ID: 61533               | Kirchplatz 1 Standort KG: Eberndorf                 | Neben dem (durch einen gesonderten Bescheid geschützten) großen barocken Bau umfasst die ehemalige Stiftsanlage eine gotische Kirche mit Hallenkrypta, die durch den Umbau einer romanischen Kirche zwischen 1378 und 1506 entstand, einen im 15. Jahrhundert errichteten freistehenden Turm, einen im Kern mittelalterlichen und im 17. Jahrhundert erweiterten Torbau und einige kleine Nebengebäude und Umfassungsmauern.                                                                                                 | BDA-Hist.: Q2348587 Status: § 2a Stand der BDA-Liste: 2025-06-30 Name: Anlage ehem. Augustinerchorherrenstift Eberndorf GstNr.: .113/1, .113/2, 766/1, .114, .161, 711/4, 755, 756, 758, 759, 760/1, 760/2, 761, 762, 763, 764/1, 765, 766/2, 767, 1208/1, 1208/2, 1184/13 Stift Eberndorf |
| ja   | Datei hochladen | Ehem. Augustinerchorherrenstift / Wirtschaftsgebäude HERIS-ID: 35446 Objekt-ID: 34206           | Kirchplatz 1 Standort KG: Eberndorf                 | Der barocke Stiftsbau aus der Mitte des 17. Jahrhunderts besteht aus vier Trakten um einen etwa quadratischen Hof mit dreigeschoßigen Pfeilerarkaden. | BDA-Hist.: Q37964267 Status: Bescheid Stand der BDA-Liste: 2025-06-30 Name: Ehem. Augustinerchorherrenstift/Wirtschaftsgebäude GstNr.: .112 Stift Eberndorf |
| ja   | Datei hochladen | Wohnhaus, Rohrmeisterhaus HERIS-ID: 57661 Objekt-ID: 67911seit 2016                             | Kreuzberglweg 14 Standort KG: Eberndorf             | Das im Kern gotische Gebäude ist das Geburtshaus von Jakob Rohrmeister. | BDA-Hist.: Q38077734 Status: Bescheid Stand der BDA-Liste: 2025-06-30 Name: Wohnhaus, Rohrmeisterhaus GstNr.: .72 Rohrmeisterhaus in Eberndorf |
| ja   | Datei hochladen | Heiligengeistkirche Eberndorf HERIS-ID: 53549 Objekt-ID: 61537                                  | Kreuzberglweg 21 Standort KG: Eberndorf             | Die Kirche ist ein kleiner, im Kern romanischer Bau mit Vorlaube und Dachreiter. Im Langhaus ist eine bemalte Holzdecke. 1999 wurden frühbarocke Wand- und Gewölbefresken entdeckt. | BDA-Hist.: Q1412863 Status: § 2a Stand der BDA-Liste: 2025-06-30 Name: Kath. Filialkirche zum Hl. Geist am Holmberg GstNr.: .94 Heiligengeistkirche Eberndorf |
| ja   | Datei hochladen | Kreuzweg HERIS-ID: 67862 Objekt-ID: 80843                                                       | Kreuzberglweg 21 Standort KG: Eberndorf             | Die Kreuzwegstationen führen um die Filialkirche Heiliger Geist zu der Kalvarienbergkapelle mit dreiteiliger Nischenarchitektur. Darin ist eine lebensgroße Kreuzigungsgruppe mit den Schächern aus dem 18./19. Jahrhundert aufgestellt. Westlich des Kalvarienberg befindet sich noch eine große Wegkapelle mit einer Kreuzigungsgruppe aus dem 18./19. Jahrhundert in den rundbogigen Nischen. | BDA-Hist.: Q38117744 Status: § 2a Stand der BDA-Liste: 2025-06-30 Name: Kreuzweg GstNr.: 572/1 Kreuzweg Eberndorf |
| ja   | Datei hochladen | Friedhofskapelle hl. Anna am Holmberg HERIS-ID: 53550 Objekt-ID: 61538                          | Kreuzberglweg 23 Standort KG: Eberndorf             | Die Friedhofskapelle ist ein kleiner rechteckiger barocker von einem Dachreiter bekrönter Bau von 1709. Im kreuzgratgewölbten Kapellenraum steht ein Altar mit der Darstellung der Heiligen Familie aus der Mitte des 18. Jahrhunderts. Darunter befindet sich eine liegende Statue der heiligen Rosalia. Die beiden um 1720 gefertigten Kirchenbänke weisen Laub- und Bandlwerkschnitzereien auf. In der Kapelle befindet sich die Wappengrabplatte von Mathias Raditschnig von Lerchenfeld.                                | BDA-Hist.: Q38057523 Status: § 2a Stand der BDA-Liste: 2025-06-30 Name: Friedhofskapelle hl. Anna am Holmberg GstNr.: .95 Friedhofskapelle hl. Anna am Holmberg |
| ja   | Datei hochladen | Kath. Filialkirche Unsere liebe Frau am Berg (Friedhofskirche) HERIS-ID: 53551 Objekt-ID: 61539 | Kreuzberglweg 25 Standort KG: Eberndorf             | Die Kirche ist ein spätgotischer Saalbau von Anfang des 16. Jahrhunderts mit dreistufigen Strebepfeilern und vorgestelltem barocken Westturm mit Zwiebelhelm. Am mit 1780 bezeichneten Hochaltar sind bemerkenswerte Schnitzfiguren. Zur Einrichtung gehören weiters zwei Wandaltäre aus dem 17. Jahrhundert, die Kanzel von Michael Zill, Bilder und Konsolenstatuen des 17. Jahrhunderts. | BDA-Hist.: Q1412921 Status: § 2a Stand der BDA-Liste: 2025-06-30 Name: Kath. Filialkirche Unsere liebe Frau am Berg (Friedhofskirche) GstNr.: .96 Filialkirche Maria am Berge |
| ja   | Datei hochladen | Kath. Filialkirche hll. Johannes und Paulus HERIS-ID: 53719 Objekt-ID: 61738                    | Gablern 43 Standort KG: Gablern                     | Die einfache, im Kern romanische Kirche hat einen gemauerten Dachreiter und einen eingezogenen kreuzgratgewölbten Chor. Im Presbyterium sind Freskenreste, etwa von 1300. Zur Einrichtung gehören drei Altäre aus dem 17. Jahrhundert. | BDA-Hist.: Q1412815 Status: § 2a Stand der BDA-Liste: 2025-06-30 Name: Kath. Filialkirche hll. Johannes und Paulus GstNr.: .34 Filialkirche hll. Johannes und Paulus, Gablern, Eberndorf                                                                                                   |
| ja   | Datei hochladen | Kath. Filialkirche hll. Hermagoras und Fortunat HERIS-ID: 54162 Objekt-ID: 62324                | Köcking 32 Standort KG: Gablern                     | Die kleine gotische Kirche mit Dachreiter hat einen kreuzrippengewölbten Chor des 14. Jahrhunderts; das Langhaus stammt im Kern aus dem 13. Jahrhundert. Die bei einer Außenrestaurierung 1993 freigelegte bemerkenswerte Architekturpolychromie geht auf das 16. Jahrhundert zurück. Hochaltar und die beiden Seitenaltäre stammen aus dem späten 18. Jahrhundert. | BDA-Hist.: Q1306526 Status: § 2a Stand der BDA-Liste: 2025-06-30 Name: Kath. Filialkirche hll. Hermagoras und Fortunat GstNr.: .81 Filialkirche Köcking |
| ja   | Datei hochladen | Kath. Filialkirche hl. Magdalena HERIS-ID: 54243 Objekt-ID: 62425                               | Loibegg 55 Standort KG: Gablern                     | Die einfache kleine Kirche, wohl mit romanischem Kern, hat einen Dachreiter und eine mit 1496 bezeichnete geschlossene Vorhalle mit patronierter Holzdecke. Zur Einrichtung zählen der Hochaltar aus dem 18. Jahrhundert, die Seitenaltäre etwa von 1860, und einige Gemälde. | BDA-Hist.: Q1412904 Status: § 2a Stand der BDA-Liste: 2025-06-30 Name: Kath. Filialkirche hl. Magdalena GstNr.: .95 Filialkirche hl. Magdalena, Loibegg (Eberndorf) |
| ja   | Datei hochladen | Kath. Filialkirche hll. Anton und Lambert HERIS-ID: 53868 Objekt-ID: 61933                      | Kirchenstraße 7 Standort KG: Gösselsdorf            | Die Kirche hat ein romanisches Langhaus, einen netzgratgewölbten spätgotischen Chor und einen barocken Vorhallenturm. Der Hochaltar ist mit 1720 bezeichnet, die Seitenaltäre sind etwas jünger. | BDA-Hist.: Q994598 Status: § 2a Stand der BDA-Liste: 2025-06-30 Name: Kath. Filialkirche hll. Anton und Lambert GstNr.: .60 Saint Anthony and Lambertus Church (Eberndorf) |
| ja   | Datei hochladen | Kath. Pfarrkirche hl. Ägidius (St. Egidi) HERIS-ID: 54183 Objekt-ID: 62349                      | Mitte Standort KG: Kühnsdorf                        | Die kleine, im Kern wohl romanische Kirche hat einen Dachreiter, eine hölzerne Vorlaube und ein Christophorusfresko von 1885 an der Südwand. Hochaltar und Seitenaltäre stammen aus dem 17. Jahrhundert. | BDA-Hist.: Q38059858 Status: § 2a Stand der BDA-Liste: 2025-06-30 Name: Kath. Pfarrkirche hl. Ägidius (St. Egidi) GstNr.: .57 Pfarrkirche Kühnsdorf |
| ja   | Datei hochladen | Schloss Wasserhofen HERIS-ID: 36307 Objekt-ID: 35168                                            | Peratschitzen (Schlossweg 1) Standort KG: Kühnsdorf | Das zweigeschoßige Schloss aus dem 16. Jahrhundert besteht aus vier unregelmäßig um einen kleinen quadratischen Innenhof gelagerten Baukörpern. Vorspringender Turm an der Südwestecke mit Schießöffnungen. Außenfassaden mit Sgraffitodekor und steinernen Fenstergewänden. An der Nord-Seite des Innenhofes gemauerte Pfeilerarkaden im Erdgeschoß und Arkaden auf toskanischen Steinsäulen im 1. Obergeschoß. Räume mit Stuckgratgewölben, im Süd-Trakt hölzerne, frühbarocke Kassettendecke. 1986 Innenumbau.            | BDA-Hist.: Q37969517 Status: Bescheid Stand der BDA-Liste: 2025-06-30 Name: Schloss Wasserhofen GstNr.: 1300 Schloss Wasserhofen, Sankt Kanzian am Klopeiner See |
| ja   | Datei hochladen | Bildstock von Suitbert Lobisser HERIS-ID: 67865 Objekt-ID: 80846                                | Mitte 9, gegenüber Standort KG: Kühnsdorf           | Der Bildstock mit Malereien von Switbert Lobisser wurde 1937 zu Ehren von Valentin Leitgeb errichtet und in den Jahren 1979/80 restauriert. | BDA-Hist.: Q38117753 Status: § 2a Stand der BDA-Liste: 2025-06-30 Name: Bildstock von Suitbert Lobisser GstNr.: 743/1 Lobisserbildstock in Kühnsdorf |
| ja   | Datei hochladen | Kath. Pfarrkirche hl. Veit und Friedhof HERIS-ID: 53564 Objekt-ID: 61553                        | bei Edling 19 Standort KG: Mittlern                 | Eine Kirche wurde 1599 urkundlich genannt und 1869 zur Pfarrkirche erhoben. Der im Kern mittelalterliche Bau wurde 1964/1965 erweitert. 1986 war eine Außenrestaurierung mit einer Wiederherstellung des barocken Architekturdekors. An der Westaußenwand ist ein Bruchstein einer römerzeitlichen Grabinschrift mit einheimischen Personennamen. Der Turm südlich des Chores hat vermutlich romanische rundbogige Biforien im Glockengeschoß. Die schablonierte bemalte Holzdecke im Kirchenschiff ist mit 1693 bezeichnet. | BDA-Hist.: Q23689714 Status: § 2a Stand der BDA-Liste: 2025-06-30 Name: Kath. Pfarrkirche hl. Veit und Friedhof GstNr.: .59 Pfarrkirche hl. Veit, Edling, Eberndorf |
| ja   | Datei hochladen | Kath. Filialkirche hl. Ulrich HERIS-ID: 53889 Objekt-ID: 61969                                  | Humtschach 58 Standort KG: Mittlern                 | Die kleine romanische Kirche hat eine jüngere polygonale Apsis, einen Dachreiter, eine Vorlaube, eine Außenkanzel und eine zweigeschoßige Sakristei mit Schießscharten. Der Altar stammt ebenso wie die Christophorusmalerei an der südlichen Außenwand aus dem Barock. | BDA-Hist.: Q38058871 Status: § 2a Stand der BDA-Liste: 2025-06-30 Name: Kath. Filialkirche hl. Ulrich GstNr.: .70 Church of Humtschach |
| ja   | Datei hochladen | Kath. Filialkirche hl. Thomas HERIS-ID: 54315 Objekt-ID: 62530                                  | Kirchenweg 17 Standort KG: Mittlern                 | Die kleine, im Kern romanische Kirche erhielt 1956 einen Dachreiter, 1976 eine Empore und einen Sakristeianbau. Der Altar, ursprünglich aus Pirk, stammt vom Ende des 17. Jahrhunderts. | BDA-Hist.: Q38060353 Status: § 2a Stand der BDA-Liste: 2025-06-30 Name: Kath. Filialkirche hl. Thomas GstNr.: .21 |
| ja   | Datei hochladen | Kath. Filialkirche hl. Martin HERIS-ID: 54338 Objekt-ID: 62562                                  | Mökriach 57 Standort KG: Mökriach                   | Die Kirche ist ein kleiner, mittelalterlicher, mehrmals veränderter Bau. Die Kassettendecke im Langhaus ist mit 1692 bezeichnet. Der barocke kreuzgratgewölbte Chor mit 3/8-Schluss weist Malereien von 1773 auf. Der Hochaltar stammt aus dem 18. Jahrhundert, die Seitenaltäre sind von 1898. | BDA-Hist.: Q38060418 Status: § 2a Stand der BDA-Liste: 2025-06-30 Name: Kath. Filialkirche hl. Martin GstNr.: .9 Church of Mökriach |
| ja   | Datei hochladen | Kath. Filialkirche hl. Nikolaus HERIS-ID: 54436 Objekt-ID: 62712                                | Pribelsdorf 95 Standort KG: Pribelsdorf             | Die im Kern romanische, mehrfach veränderte Kirche hat einen mächtigen Turm an der Chorsüdseite und ein spätgotisches Westportal. In der Rundapsis wurden technisch hervorragende Malereien, etwa von 1430, freigelegt. Der Hochaltar ist mit 1619 bezeichnet, die Seitenaltäre sind ein paar Jahrzehnte jünger. | BDA-Hist.: Q1413001 Status: § 2a Stand der BDA-Liste: 2025-06-30 Name: Kath. Filialkirche hl. Nikolaus GstNr.: .24/1 Saint Nicholas Church (Pribelsdorf) |